# كاتي فيندلاي
كاتي فيندلاي هي ممثلة كندية، ولدت في 28 أغسطس 1990 في وندسور في كندا.

## أعمال

### مسلسلات
- كيف تفلت بجريمة قتل[5]

## وصلات خارجية
- كاتي فيندلاي على موقع IMDb (الإنجليزية)
- كاتي فيندلاي على موقع ألو سيني (الفرنسية)
- كاتي فيندلاي على موقع ميوزك برينز (الإنجليزية)
- كاتي فيندلاي على موقع أول موفي (الإنجليزية)
- كاتي فيندلاي على موقع قاعدة بيانات الفيلم (الإنجليزية)
- كاتي فيندلاي على موقع كينوبويسك (الروسية)